# Никита Пафлагонац
Никита Пафлагонац је био истакнути византијски књижевник и хроничар каснога десетог вијека.

## Биографија
Никита Пафлагонац је био византијски књижевник и хроничар. Био је активан у току владавине византијског цара Василија II (976—1025). Његова најпознатија дјела су Живот Игнатија и Писмо гостујућим западним епископима. Познати византијски хроничар Јован Скилица се у одређеним бројем радова позивао на Никитин Живот Игнатијев. Хагиографија у Византији пред крај првога миленијума попримила је карактеристике популарне литературе у тој мјери да је Никита Пафлагонац, заједно са другим византијским писцима и хроничарима, био у могућности каријерно се бавити писањем житија светаца. Познат је и по своме Писму гостујућим западним епископима које се бави тематиком предвиђања краја свијета.

## Дјела
- "Живот Игнатија"
- "Писмо гостујућим западним епископима"